# ソラリーノ
ソラリーノ（イタリア語: Solarino, シチリア語: San Paulu）は、イタリア共和国シチリア州シラクーザ県にある、人口約7,900人の基礎自治体（コムーネ）。

## 地理

### 位置・広がり

#### 隣接コムーネ
隣接するコムーネは以下の通り。
- フロリーディア
- パラッツォーロ・アクレイデ
- プリオーロ・ガルガッロ
- シラクーザ
- ソルティーノ